# Овсянникова, Людмила Дмитриевна
Людмила Дмитриевна Овсянникова (10 сентября 1938 — 18 июля 2018) — врач, депутат Верховного Совета СССР XI созыва (1984—1988).

## Биография
Родилась в деревне Юмас Кондинского района Тюменской области в семье охотника, по национальности манси.
Окончила Ханты-Мансийское медицинское училище (годы учёбы 1957—1960) и Омский государственный медицинский институт (1966).
С 1966 года врач-терапевт, затем врач-инфекционист Ханты-Мансийской районной больницы.
В 1973—1988 гг. заместитель главного врача Ханты-Мансийской районной больницы по организационно-методической работе.
С 1989 г. преподаватель по инфекционным болезням медицинского училища.
Депутат Совета национальностей Верховного Совета СССР XI созыва (1984—1988).
Награждена значком «Отличник здравоохранения СССР», заслуженный работник здравоохранения Ханты-Мансийского автономного округа (2000).
Умерла 18 июля 2018 года в Ханты-Мансийске.